# Чон Гьон Хо
Чон Гьон Хо (кор. 정경호, нар. 22 травня 1980, Самчгок, Південна Корея) — південнокорейський футболіст, що грав на позиції нападника.
Виступав, зокрема, за клуб «Канвон», а також національну збірну Південної Кореї.

## Клубна кар'єра
Народився 22 травня 1980 року в місті Самчгок. Вихованець футбольної школи команди Ульсанського університету.
У дорослому футболі дебютував 2003 року виступами за команду клубу «Ульсан Хьонде», в якій провів один сезон, взявши участь у 56 матчах чемпіонату.
Згодом з 2005 по 2008 рік грав у складі команд клубів «Санджу Санму», «Ульсан Хьонде» та «Чонбук Хьонде Моторс».
Своєю грою за останню команду привернув увагу представників тренерського штабу клубу «Канвон», до складу якого приєднався 2009 року. Відіграв за пхьончханську команду наступні два сезони своєї ігрової кар'єри. Більшість часу, проведеного у складі «Канвона», був основним гравцем атакувальної ланки команди.
Завершив професійну ігрову кар'єру у клубі «Теджон Сітізен», за команду якого виступав протягом 2012 року.

## Виступи за збірну
2003 року дебютував в офіційних матчах у складі національної збірної Південної Кореї. Протягом кар'єри у національній команді, яка тривала 4 роки, провів у формі головної команди країни 42 матчі, забивши 6 голів.
У складі збірної був учасником Літніх Олімпійських ігор 2004 в Афінах, кубка Азії з футболу 2004 року у Китаї та чемпіонату світу 2006 року у Німеччині.

## Титули і досягнення
- Переможець Кубка Східної Азії: 2003